# Florien Fischer
Florien Corina Fischer is een personage uit de Nederlandse soapserie Goede tijden, slechte tijden. Carolien Spoor speelde haar van 31 oktober 2005 tot en met 28 juni 2007.
Florien kwam samen met haar broer Fos en haar zus Fay naar Meerdijk om bij hun tante te wonen, omdat hun vader voor werk twee jaar naar Saoedi-Arabië moest. Florien kon haar draai niet vinden in Meerdijk. Tot ze goed bevriend raakte met Nina Sanders.
Florien besloot na haar vwo-examen maritieme biologie te studeren in Miami. Ze liet haar familie en vriendje achter in Meerdijk.